# Atomosia rufipes
Atomosia rufipes là một loài ruồi trong họ Asilidae. Atomosia rufipes được Macquart miêu tả năm 1847.